# Juan Carlos Leaño
Juan Carlos Leaño Del Castillo (Guadalajara, Jalisco, 27 de noviembre de 1977) es un exfutbolista mexicano, excapitán del Tecos U.A.G, su único equipo y que en su momento disputaba la Primera División de México. Más conocido como el Kaiser de la UAG.

## Biografía
Es hijo de José Antonio Leaño presidente del mismo Estudiantes Tecos. El “Cheto” como se le conocía, era defensa. Nunca pudo ser campeón en la liga mexicana, pero los Tecos alcanzaron la final del torneo Clausura 2005 donde se enfrentaron al Club América en la final, el marcador global de dicha final tras la vuelta en Estadio Azteca fue de 7 - 4 a favor del América.

## Estudios
Juan Carlos consiguió su título profesional como licenciado en administración de empresas estudiando en la Universidad Autónoma de Guadalajara (UAG).

## Trayectoria
Debutó como profesional en Estudiantes Tecos de la U.A.G el 4 de septiembre de 1998, con una victoria de Tecos 4-1 ante el Puebla F. C.. toda su carrera la realizó con los universitarios, jugó un total de 301 partidos y marcó 9 goles. En el Torneo Clausura 2012 tras el descenso del cuadro jalisciense a la Liga de Ascenso de México puso fin a su carrera como futbolista profesional.

## Clubes
| Club                | País                | Año         | Partidos | Goles |
| Tecos Fútbol Club   | México              | 1998 - 2013 | 301      | 9     |
| Total en su carrera | Total en su carrera | 1998 - 2015 | 301      | 9     |

## Estadísticas
La siguiente tabla detalla los encuentros disputados y los goles marcados en los clubes en los que ha militado.
| Tecos U.A.G. · México | 1.ª | 1998-99                                                                                               | 4   | 0 | - | - | - | - | 4   | 0 |
| Tecos U.A.G. · México | 1.ª | 1999-00                                                                                               | 8   | 0 | - | - | - | - | 8   | 0 |
| Tecos U.A.G. · México | 1.ª | 2000-01                                                                                               | 1   | 0 | - | - | - | - | 1   | 0 |
| Tecos U.A.G. · México | 1.ª | 2001-02                                                                                               | 21  | 0 | - | - | - | - | 21  | 0 |
| Tecos U.A.G. · México | 1.ª | 2002-03                                                                                               | 14  | 0 | - | - | - | - | 14  | 0 |
| Tecos U.A.G. · México | 1.ª | 2003-04                                                                                               | 30  | 2 | - | - | - | - | 30  | 2 |
| Tecos U.A.G. · México | 1.ª | 2004-05                                                                                               | 25  | 0 | - | - | - | - | 25  | 0 |
| Tecos U.A.G. · México | 1.ª | 2005-06                                                                                               | 33  | 0 | - | - | - | - | 33  | 0 |
| Tecos U.A.G. · México | 1.ª | 2006-07                                                                                               | 34  | 1 | 3 | 2 | - | - | 37  | 3 |
| Tecos U.A.G. · México | 1.ª | 2007-08                                                                                               | 25  | 0 | 0 | 0 | - | - | 25  | 0 |
| Tecos U.A.G. · México | 1.ª | 2008-09                                                                                               | 30  | 0 | - | - | - | - | 30  | 0 |
| Tecos U.A.G. · México | 1.ª | 2009-10                                                                                               | 31  | 1 | 4 | 0 | 2 | 0 | 37  | 1 |
| Tecos U.A.G. · México | 1.ª | 2010-11                                                                                               | 22  | 1 | - | - | - | - | 22  | 1 |
| Tecos U.A.G. · México | 1.ª | 2011-12                                                                                               | 29  | 2 | - | - | - | - | 29  | 2 |
| Tecos U.A.G. · México | 1.ª | Total                                                                                                 | 292 | 7 | 7 | 2 | 2 | 0 | 301 | 9 |
| Tecos U.A.G. · México | 1.ª | (1)Incluye datos de la InterLiga (2007, 2009 y 2010). (2)Incluye datos de la Copa Libertadores (2010) |     |   |   |   |   |   |     |   |